# Cláudia Gadelha
Ana Cláudia Dantas Gadelha (ur. 7 grudnia 1988 w Mossoró) – brazylijska zawodniczka mieszanych sztuk walki (MMA) oraz brazylijskiego jiu jitsu (czarny pas). W latach 2014–2021 związana z UFC.

## Kariera MMA
W MMA zadebiutowała w 2008. Do 2013 stoczyła dziesięć zawodowych pojedynków (wszystkie wygrane) po czym związała się z Invicta Fighting Championships. W pierwszej walce która była również eliminatorem do walki o pas znokautowała Japonkę Ayakę Hamasaki. Do walki mistrzowskiej w Invicta jednak nie doszło, gdyż Brazylijka przeniosła się do czołowej na świecie Ultimate Fighting Championship. W debiucie 16 lipca 2014 wypunktowała Finkę Tinę Lähdemäki. 13 grudnia 2014 przegrała z wielokrotną mistrzynią świata w boksie tajskim Polką Joanną Jędrzejczyk niejednogłośnie na punkty, notując pierwszą porażkę w karierze. 1 sierpnia 2015 pokonała byłą mistrzynię World Series of Fighting Jessicę Aguilar na punkty.
W styczniu 2016 została ogłoszona jedną z głównych trenerek 23 edycji The Ultimate Fighter, jej rywalką została mistrzyni wagi słomkowej Joanna Jędrzejczyk. Do rewanżowego starcia doszło 8 lipca 2016, podczas finałowej gali TUF'a. Brazylijka ponownie uległa Polce, tym razem jednogłośnie na punkty. 3 czerwca 2017 na UFC 212 pokonała Polkę Karolinę Kowalkiewicz przez poddanie w pierwszej rundzie.
Przez wiele lat trenowała w klubie Nova União wraz z byłymi mistrzami UFC José Aldo oraz Renanem Barão.
W grudniu 2021 roku ogłosiła zakończenie kariery zawodniczki MMA.

## Ważniejsze osiągnięcia[5]
- 2009: International Open IBJJ Championship - 2. miejsce
- 2009: International Open IBJJ Championship - 1. miejsce w kat. absolutnej[6]
- 2011: NAGA World Jiu-Jitsu Championship - 1. miejsce w kat. czarnych pasów
- 2011: NAGA World Jiu-Jitsu Championship - 1. miejsce w wadze średniej (no-gi)[7]
- 7-krotna mistrzyni Brazylii w BJJ
- 3-krotna mistrzyni świata w BJJ (brązowe pasy)